# Wortbetonung in der spanischen Sprache
Die Wortbetonung oder auch der Wortakzent (spanisch acentuación del idioma español) erfolgt in der Regel auf der letzten oder vorletzten Silbe. Wenn das Wort auf einen Vokal oder den Konsonanten „n“ bzw. „s“ endet und kein Akzentzeichen trägt, dann wird die vorletzte Silbe betont. Wenn das Wort dagegen auf einen Konsonanten (außer „n“ oder „s“) endet und kein Akzentzeichen trägt, wird es auf der letzten Silbe betont. In allen davon abweichenden Fällen wird die Betonung durch einen Akzentstrich, acento ortográfico (Akut) angezeigt, der über dem Vokal der betonten Silbe steht. Vorrang vor dieser Rechtschreibregel des Akzentzeichens haben jedoch die Regeln der Akzentschreibung bei Diphthong und Hiatus (siehe unten).
Das Akzentzeichen ist ein Akut (á, é, í, ó, ú) und steht über dem Vokal der betonten Silbe.
Bei der Betonung wird unterschieden zwischen dem:
1. prosodischen Akzent (acento prosódico)
2. orthografischen Akzent (acento ortográfico)
3. diakritischen Akzent (acento diacrítico)
4. emphatischen Akzent (acento enfático).

Der prosodische Akzent ist die Betonung (der Akzent, Wortakzent) des gesprochenen Wortes. Jedes mehrsilbige Wort hat eine Betonung – als Teil der Prosodie. Der orthografische Akzent ist die in der Schriftsprache wiedergegebene Betonung. Bei zahlreichen spanischen Wörtern muss zur Markierung der Betonung ein Akzentzeichen (diakritisches Zeichen) geschrieben werden, es entspricht grafisch dem französischen accent aigu. Der diakritische Akzent wird bei einigen spanischen Wörtern zur Kennzeichnung eines Bedeutungsunterschiedes geschrieben. Mit dem emphatischen Akzent werden Fragewörter (Interrogativpronomen) und Ausrufepronomen auf der betonten Silbe markiert.
Die allermeisten Wörter in der spanischen Sprache werden auf der vorletzten Silbe betont, etwa persona. Die zweithäufigste Akzentposition liegt auf der letzten Silbe. Je nach Stellung der betonten Silbe im Wort kann der spanische Wortschatz in folgende Gruppen eingeteilt werden:
- Oxytona: die letzte Silbe wird betont. - Beispiel:

```
consulté
```

- Paroxytona: die vorletzte Silbe wird betont. - Beispiel:

```
persona
```

3. Proparoxytona: die drittletzte Silbe wird betont. - Beispiel:
```
rápido
```

4. Superproparoxytona: die viertletzte Silbe wird betont. - Beispiel:
```
cómpranselo
```

5. Betonung auf der fünftletzten Silbe. - Beispiel:
```
castíguesemelo
```

## Freier Wortakzent
Spanisch hat eine freie Betonung der Wörter. Diese bewegliche Betonung ist also nicht an eine bestimmte Silbe gebunden. Wegen der beweglichen Wortbetonung kann die Betonung im Spanischen eine bedeutungsunterscheidende Funktion übernehmen, so wie u. a. auch im Deutschen.
Beispiele:
- término ['tér-mi-no] (Frist)
- termino [ter-'mi-no] (ich beende)
- terminó [ter-mi-'nó] (er/sie beendete, Sie beendeten)
- célebre ['cé-le-bre] (feierlich)
- celebre [ce-'le-bre] (ich/er/sie feiere, Sie feiern [subjuntivo])
- celebré [ce-le-'bré] (ich feierte)

Neben Spanisch haben unter anderem auch Deutsch, Englisch, Italienisch, Portugiesisch und Russisch einen freien Wortakzent. Im Griechischen wird immer eine der drei letzten Silben betont. In speziellen Fällen kann die drittletzte und die letzte Silbe eines Wortes gleichermaßen betont werden.
Dagegen wird im Isländischen, Finnischen, Ungarischen oder Tschechischen immer die erste Wortsilbe betont. Im Polnischen wird immer die vorletzte Silbe, im Türkischen die letzte betont. Auch im Französischen wird scheinbar immer die letzte Wortsilbe betont, es handelt sich dabei aber eher um einen Phrasenakzent als um einen Wortakzent – es wird also die letzte Silbe der Sinngruppe betont.

## Silbentrennung in der spanischen Sprache
Die Regeln zur Silbentrennung in der spanischen Sprache verlangen, dass jede Silbe mindestens einen Vokal enthalten muss. Ein Konsonant, der zwischen zwei Vokalen steht, wird zur zweiten Silbe gerechnet. Bei zwei aufeinanderfolgenden Konsonanten wird ersterer der ersten Silbe zugerechnet und der andere der zweiten Silbe. Die Konsonantenverbindungen ll, rr, ch, bl, cl, fl, gl, kl, pl, br, cr, dr, fr, gr, kr, pr und tr werden nicht in zwei Silben getrennt geschrieben. Bei drei aufeinanderfolgenden Konsonanten gehören die ersten beiden zur vorderen Silbe und der dritte zur hinteren Silbe. Bei vier aufeinanderfolgenden Konsonanten gehören die ersten beiden zur vorderen Silbe und die letzten beiden zur hinteren Silbe. Die Silbentrennung bei Vokalen wird im Abschnitt: Betonung bei Vokaldoppelung (Diphthong, Hiatus) und Triphthong erläutert.

## Prosodischer Akzent
Bei der Aussprache der spanischen Wörter gelten folgende Betonungsregeln:
1.) Wenn das Wort auf einen Vokal oder den Buchstaben „n“ bzw. „s“ endet, dann wird die vorletzte Silbe betont. Beispiele:
- amiga [a-'mi-ga] (Freundin)
- chicle ['chi-cle] (Kaugummi)
- dinero [di-'ne-ro] (Geld)
- joven ['jo-ven] (jung)
- nosotros [no-'so-tros] (wir)

2.) Wenn das Wort dagegen auf einen Konsonanten (außer „n“ oder „s“) endet, dann wird die letzte Silbe betont. Beispiele:
- amistad [a-mis-'tad] (Freundschaft)
- juventud [ju-ven-'tud] (Jugend)
- hotel [ho-'tel] (Hotel)
- bailar [bai-'lar] (tanzen)
- arroz [a-'rroz] (Reis)

3.) In den davon abweichenden Fällen wird in der Regel die Betonung durch einen Akzentstrich (Akut) angezeigt, der über dem Vokal der betonten Silbe steht. Ausnahmen bestehen beim emphatischen Akzent. Beispiele:
- camión [ca-'mión] (Lkw)
- café [ca-'fé] (Café)
- compás [com-'pás] (Zirkel)
- dominó [do-mi-'nó] (Domino)
- volcán [vol-'cán] (Vulkan)
- víctima ['víc-ti-ma] (Opfer) - esdrújula
- fútbol ['fút-bol] (Fußball)
- álbum ['ál-bum] (Album)
- césped ['cés-ped] (Rasen)
- Pérez ['Pé-rez] (ein Familienname)

## Orthografischer Akzent
Im Spanischen wird die betonte Silbe eines Wortes durchgehend gekennzeichnet, wenn sie von den Grundregeln abweicht. Aus der Schreibung eines spanischen Wortes lässt sich seine Aussprache eindeutig herleiten. Im Italienischen beispielsweise gibt es dagegen keine durchgehende Kennzeichnung der betonten Silbe.
Die Rechtschreibregeln für das Akzentzeichen, wann es geschrieben werden muss und wann nicht, richten sich nach den drei Betonungskategorien mit den vier Wortarten:
1. palabra aguda (Wörter, die auf der letzten Silbe betont werden) – kurz: aguda
2. palabra llana (Wörter, die auf der vorletzten Silbe betont werden) – kurz: llana – auch als palabra grave bezeichnet
3. palabra esdrújula (Wörter, die auf der vorvorletzten [also der drittletzten] Silbe betont werden) – kurz: esdrújula
4. palabra sobreesdrújula (Wörter, die auf der viertletzten Silbe betont werden) – kurz: sobreesdrújula

Im Spanischen werden Wörter, die vor der drittletzten Silbe betont werden, als palabras esdrújulas bezeichnet. Wörter, die auf der vorletzten Silbe betont werden, werden als palabras llanas (oder auch als palabras graves) bezeichnet. Liegt die Betonung auf der letzten Silbe, so werden diese Wörter als palabras agudas bezeichnet.
Da die meisten spanischen Wörter auf der vorletzten Silbe betont werden (Llana), werden diese Wörter auch als voces comunes (gewöhnliche Wörter) bezeichnet. In der Häufigkeit folgen danach die Wörter mit der Betonung auf der letzten Silbe (Aguda) und wesentlich seltener mit der Betonung vor der vorletzten Silbe (Esdrújula).
Zusätzlich gibt es Regeln bezüglich der Schreibung des Akzentzeichens, wenn die betonte Silbe oder eine der nachfolgenden Wortsilben eine Vokaldoppelung enthält.
Für Spanien ist die Betonung und die Schreibung des Akzentzeichen, wie alle Rechtschreibregeln der spanischen Sprache, verbindlich von der Real Academia Española geregelt. Für Lateinamerika wurden diese Regeln von den jeweiligen Sprachakademien der einzelnen spanischsprachigen Länder übernommen (Asociación de Academias de la Lengua Española). Die Schreibung der Akzentzeichen, die auf Spanisch tilde genannt werden, macht vielen Spaniern Schwierigkeiten, ähnlich den Rechtschreibproblemen in Deutschland. Bei der Vermittlung der spanischen Betonung (für Schüler und Sprachschüler), besonders wenn die Betonung durch den Sprecher stark hervorgehoben wird, wird diese von Muttersprachlern durch eine sehr lange Dehnung des betonten Vokals demonstriert. Im Gegensatz zu Deutschland, wo die Betonung eher durch die lautere (betonte) Aussprache der jeweiligen Silbe verdeutlicht wird.
In der deutschen Fachsprache sind für romanische Sprachen für die Bezeichnung von den Hauptakzent tragenden Silben (Silbenposition) die griechischen Fachausdrücke gebräuchlich:
- Oxytonon – Hauptakzent auf der letzten Silbe
- Paroxytonon – Hauptakzent auf der vorletzten Silbe
- Proparoxytonon – Hauptakzent auf der vorvorletzten Silbe.

### Aguda
„Aguda-Wörter“ (palabra aguda; meist nur kurz aguda) sind Wörter, die auf der letzten Silbe betont werden.
Wörter, die auf einen Konsonanten (außer „n“ oder „s“) enden, werden auf der letzten Silbe betont. Wörter, die jedoch auf einen Vokal oder „n“ bzw. „s“ enden und auf der letzten Silbe betont werden, müssen mit einem Akzentzeichen geschrieben werden.
Beispiele für Aguda-Wörter ohne Betonungszeichen:
- estoy [es-'toy] (ich bin)
- ingratitud [in-gra-ti-'tud] (Undankbarkeit)
- niñez [ni-'ñez] (Kindheit)
- papel [pa-'pel] (Papier)
- recordar [re-cor-'dar] (erinnern)

Beispiele für Aguda-Wörter mit Betonungszeichen (ohne das Akzentzeichen würde der Leser sonst automatisch nach der Llana-Regel die vorletzte Silbe betonen):
- bebé [be-'bé] (Baby)
- está [es-'tá] (ist)
- mamá [ma-'má] (Mama)
- revolución [re-vo-lu-'ción] (Revolution)
- sofá [so-'fá] (Sofa)

### Llana
„Llana-Wörter“ (palabra llana; meist nur kurz llana) sind Wörter, die auf der vorletzten Silbe betont werden.
Wörter, die auf einen Vokal oder den Buchstaben „n“ bzw. „s“ enden, werden auf der vorletzten Silbe betont. Wörter, die jedoch auf einen Konsonanten enden (außer „n“ bzw. „s“) und auf der vorletzten Silbe betont werden, müssen mit einem Akzentzeichen geschrieben werden.
Beispiele für Llana-Wörter ohne Akzentzeichen:
- farmacia [far-'ma-cia] (Apotheke)
- italiano [i-ta-'lia-no] (italienisch, Italiener)
- plano ['pla-no] (Ebene)
- trabajan [tra-'ba-jan] (sie arbeiten)
- zapato [za-'pa-to] (Schuh)

Beispiele für Llana-Wörter mit Akzentzeichen:
- árbol ['ár-bol] (Baum)
- carácter [ca-'rác-ter] (Charakter)
- lápiz ['lá-piz] (Bleistift)
- móbil ['mó-bil] (Wohnmobil)
- trébol ['tré-bol] (Klee)

### Esdrújula und Sobreesdrújula
„Esdrújula-Wörter“ (palabra esdrújula; meist nur kurz esdrújula) sind Wörter, die auf der vorvorletzten Silbe betont werden. Aufgrund unterschiedlicher Entwicklungen ist dieses Betonungsmuster im Spanischen wesentlich seltener als etwa im Italienischen, das zumeist die lateinische Betonung erhalten hat. „Esdrújula-Wörter“ und „Sobreesdrújula-Wörter“ unterliegen denselben Regeln für die Akzentschreibung: sie werden immer mit Akzentzeichen geschrieben. Palabras sobreesdrújulas sind Worte, die auf der vorvorvorletzten Silbe betont werden. Sie kommen nur in Zusammensetzungen vor.
Für die Schreibung des Akzentzeichens macht diese Unterscheidung zwischen „Esdrújula-Wörtern“ und „Sobreesdrújula-Wörtern“ keinen Unterschied, da beide immer mit Akzentzeichen geschrieben werden. Bei der Vermittlung der Akzentschreibungsregeln wird deshalb oft auch die separate Beschreibung der „Sobreesdrújula-Wörter“ weggelassen. Diese werden dann stillschweigend den „Esdrújula-Wörtern“ zugeordnet, mit der Rechtschreibregel: Die Betonung auf der drittletzten Silbe oder noch weiter vorne im Wort wird immer mit Akzentzeichen markiert.
Beispiele für Esdrújula-Wörter:
- bárbaro ['bár-ba-ro] (grausam, großartig)
- enciclopédico [en-ci-clo-'pé-di-co] (enzyklopädisch)
- esdrújulo [es-'drú-ju-lo] (auf der drittletzten Silbe betontes Wort)
- húmedo ['hú-me-do] (feucht)
- informática [in-for-'má-ti-ca] (Informatik)
- médico ['mé-di-co] (Arzt)
- teléfono [te-'lé-fo-no] (Telefon)

Beispiele für Sobreesdrújula-Wörter:
- dígaselo ['dí-ga-se-lo] (sagen Sie es ihm)
- cuéntamelo ['cuén-ta-me-lo] (erzähl es mir)
- corríjasele [co-'rrí-ja-se-le] (korrigieren Sie es!)
- prepáresele [pre-'pá-re-se-le] (bereiten Sie es vor!)
- fácilmente ['fá-cil-men-te] (leicht)
- difícilmente [di-'fí-cil-men-te] (schwerlich)
- esporádicamente [es-po-rá-di-ca-men-te] (sporadisch)

### Betonung bei Vokaldoppelung (Diphthong, Hiatus) und Triphthong
Diphthonge (Vokalverbindung) und Triphthonge sind Verbindungen von zwei bzw. drei Vokalen, die zusammen eine Silbe bilden. Ein Diphthong ist eine Verbindung von einem schwachen und einem starken Vokal. Schwache Vokale sind im Spanischen „i“ und „u“, während „a“, „e“ und „o“ starke Vokale sind. Die schwachen Vokale werden auch als „geschlossene tonische Vokale“ (vocales cerradas tónicas) bezeichnet und die starken Vokale als „offene Vokale“ (vocales abiertas). Starke Vokale verändern ihre Klangfarbe nicht, während schwache Vokale als Halbvokale ausgesprochen werden, wenn sie dem starken Vokal folgen, und als Halbkonsonanten, wenn sie vor dem starken Vokal stehen. Beispiele:
- deuda ['deu-da] (Schuld)
- reina ['rei-na] (Königin)
- agua ['a-gua] (Wasser)
- luego ['lue-go] (dann)
- miedo [mi'e-do] (Angst)
- cambio ['cam-bio] (Wechsel)
- Italia [I-'ta-lia] (Italien)

Normalerweise werden Diphthonge, die einen schwachen Vokal („i“ und „u“) zusammen mit einem starken Vokal („a“, „e“ oder „o“) enthalten, als einsilbige Vokalverbindung gesprochen. Dabei trägt der starke Vokal den Silbenton – dabei handelt es sich nicht immer um den Wortakzent. Soll jedoch der schwache Vokal betont werden, muss das durch ein Akzentzeichen angezeigt werden und es handelt sich dann um eine zweisilbige Vokalverbindung (Hiatus).
Wenn die Betonung des Wortes auf der Diphthongsilbe liegt, so wird der starke Vokal betont. Beispiele:
- deuda ['deu-da] (Schuld)
- hueco ['hue-co] (Lücke)
- miedo ['mie-do] (Angst)
- hiato ['hia-to] (Hiatus)
- italiano [i-ta-'lia-no] (italienisch, Italiener)
- luego ['lue-go] (dann)
- diablo ['dia-blo] (Teufel)

Trägt der schwache Vokal den Ton, dann löst sich der Diphthong und man spricht von einem Hiatus (hiato) – einem Vokalzusammenstoß, bei dem auf beiden Seiten einer Silbengrenze ein Vokal steht. Wenn zwei starke Vokale nebeneinander stehen, dann gehören sie zu zwei unterschiedlichen Silben – das ist ebenfalls ein Hiatus. Die Betonung muss dann durch einen Akzent gekennzeichnet werden.
Beispiele:
- día ['dí-a] (Tag)
- guía ['guí-a] (Führer, Handbuch)
- aún [a-ún] (noch, sogar)
- grúa ['grú-a] (Kran)
- librería [li-bre-'rí-a] (Buchhandlung)

Obwohl ein Llana-Wort, das auf einen Vokal (ohne „n“ oder „s“) endet, normalerweise ohne Akzent geschrieben wird, kann es sein, dass es wegen des Vorrangs der Hiatus-Regel trotzdem mit Akzent geschrieben werden muss. Beispiele:
- oído [o-'í-do] (Ohr): Da das Wort auf der vorletzten Silbe betont wird, ist es Llana. Die vorletzte Silbe besteht nur aus den beiden Vokalen „o“ und „i“. Da „o“ ein starker Vokal ist und „i“ ein schwacher Vokal, bekommt das „i“ ein Akzentzeichen, obwohl Llana-Wörter ohne Hiatus mit der Endung auf „o“ sonst kein Akzentzeichen bekommen. Die Hiatus-Regel wird aber vorrangig angewendet, so dass die Llana-Regel nicht mehr greift.

Die Kombination von einem unbetonten starken neben einem betonten schwachen Vokal „sprengt“ (Hiatus) eine Silbe in zwei Silben auf. Beispiele für Aguda-Wörter, die nur wegen des Hiatus mit Akzent geschrieben werden.
- ataúd [a-ta-'úd] (Sarg)
- baúl [ba-'úl] (Truhe, Kofferraum)
- freír [fre-ír] (braten, frittieren)
- laúd [la-úd] (Laute)
- maíz [ma-íz] (Mais)
- país [pa-ís] (Land)
- raíz [ra-íz] (Wurzel, Ursache)
- reír [re-ír] (lachen, lächeln)
- Raúl [Ra-'úl] (ein Vorname)
- sofreír [so-fre-'ír] (leicht frieren, anbraten)

Zwei starke Vokale zusammen bilden keinen Diphthong, weshalb Kombinationen von „a“, „e“ und „o“ untereinander als Hiatus ausgesprochen werden, also getrennt als zwei Silben. Beispiele:
- caoba [ca-'o-ba] (Mahagoniholz, Mahagonibaum, mahagonifarben)
- teatro [te-'a-tro] (Theater)
- Beatriz [Be-a-'triz]
- real [re-'al] (wirklich, königlich)

Verbindungen aus den beiden schwachen Vokalen „i“ und „u“ können auch einen Diphthong bilden (ui und iu). Liegt die Betonung des Wortes auf der Diphthongsilbe, so wird der zweite Vokal betont. Falls der erste Vokal den Ton trägt, löst sich der Diphthong und man muss den Akzent schreiben. Beispiele:
- diurno ['diur-no] (täglich)
- huir ['huir] (fliehen)
- triunfo ['triun-fo] (Triumph)
- viuda ['viu-da] (Witwe)

Der Triphthong ist eine Verbindung zweier schwacher Vokale mit betontem „a“ oder „e“. Wenn die Betonung des Wortes nicht auf dem starken Vokal liegt, muss der Akzent geschrieben werden und der Triphthong löst sich. Beispiele:
- acusaríais [a-cu-sa-'rí-ais] (ihr würdet anzeigen)
- averiguáis [a-ve-ri-gu-'áis] (ihr erforscht)
- miau ['miau] (Lautäußerung einer Katze)

## Diakritischer Akzent
Der diakritische Akzent (acento diacrítico; tilde diacrítica) oder unterscheidende Akzent wird einerseits geschrieben, um gleichlautende, einsilbige Wörter mit unterschiedlicher Bedeutung in der Schriftsprache zu unterscheiden. Andererseits wird er verwendet, um Frage- und Ausrufewörter zu kennzeichnen, dann wird er auch als emphatischer Akzent (acento enfático) bezeichnet.

### Ein- und zweisilbige Wörter
Der Akzent dient bei einsilbigen Wörtern nicht zur Markierung der Betonung. Einsilbige Wörter, die keine Homonyme haben, werden ohne Akzentzeichen geschrieben.
Folgende Wortpaare werden zur Unterscheidung mit bzw. ohne Akzent geschrieben (bei porqué und porque ist auch die Betonung unterschiedlich):
| aún    | (= todavía; [immer] noch)   | aun    | (sogar)            |
| dé     | (vom Verb dar)              | de     | (von)              |
| él     | (er)                        | el     | (der, die, das)    |
| más    | (plus; mehr [Mengenangabe]) | mas    | (aber, jedoch)     |
| mí     | (mir, mich)                 | mi     | (mein, meine)      |
| porqué | (Grund)                     | porque | (weil, Begründung) |
| sé     | (vom Verb ser oder saber)   | se     | (sich)             |
| sí     | (ja)                        | si     | (wenn, ob)         |
| sólo   | (nur)                       | solo   | (allein)           |
| té     | (Tee)                       | te     | (dir, dich)        |
| tú     | (du)                        | tu     | (dein, deine)      |

### Emphatischer Akzent (acento enfático)
Fragewörter (Fragepronomen und Ausrufepronomen) werden auf der betonten Silbe immer mit einem Akzentzeichen markiert:
- adónde (wohin?)
- cómo (wie?)
- cuál (welcher?)
- cuándo (wann?)
- cuánto (wie viel?)
- dónde (wo?)
- por qué (warum?)
- qué (was?)
- quién (wer?)

Auch in der indirekten Rede werden Frage- und Ausrufepronomen mit Akzentzeichen geschrieben:
- Quiso saber cuánto era. (Er/sie wollte wissen wie viel es kostet.)
- Me preguntó cómo me llamaba. (Er/sie hat mich gefragt, wie ich heiße.)

Diese Pronomen werden jedoch nur mit Akzent geschrieben, wenn sie als Fragepronomen verwendet werden. Beispiele:
- ¿Cuándo tienes tiempo? (Wann hast du Zeit?)
- ABER: Iremos cuando quieras. (Wir gehen, wann du möchtest.)

- ¿Cuánto es? (Wie viel kostet es?)
- ABER: Díme cuanto cuesta. (Sag mir, wie viel es kostet.)

- ¿Cómo está usted? (Wie geht es Ihnen?)
- ABER: Miguel es como tú. (Miguel ist wie du.)

- ¿Dónde está Miguel? (Wo ist Miguel?)
- ABER: Quédate en el lugar donde estás. (Bleib an dem Ort, wo du bist.)

- ¿Por qué no tienes tiempo? (Warum hast du keine Zeit?)
- ABER: No lo hace porque no tiene tiempo. (Er macht es nicht, weil er keine Zeit hat.)

- ¿Qué hora es? (Wie spät ist es?)
- ABER: El hombre que tenía tiempo para todos. (Der Mann, der für alle Zeit hatte.)